# سرگئی اوتشاکوف
سرگئی اوتشاکوف (انگلیسی: Serguei Outschakov؛ زادهٔ ۱۱ مهٔ ۱۹۶۸) دوچرخه‌سوار اهل اوکراین است.
از باشگاه‌هایی که در آن بازی کرده‌است می‌توان به تیم دوچرخه‌سواری تی‌وی‌ام، تیم یوای‌ئی امارات، و السیو-بیانکی اشاره کرد.